# Douglas Engelbart
Douglas Carl Engelbart, född 30 januari 1925 i Portland, Oregon, död 2 juli 2013 i Atherton, Kalifornien, var en amerikansk uppfinnare och datautvecklare med norskt ursprung. Han är främst känd för den första datormusen från 1963–1964. 

## Biografi

### Bakgrund
I början av 1950-talet beslöt han att i stället för att "ha ett fast jobb" – såsom hans tjänst vid NASA Ames Research Center – skulle han fokusera på att göra världen en bättre plats att leva på. Han resonerade om att eftersom komplexiteten av världens problem ökade, och eftersom varje ansträngning att förbättra världen skulle kräva samordning av grupper av människor, det effektivaste sättet att lösa problem var att förstärka mänsklig intelligens och utveckla sätt att bygga kollektiv intelligens. Han trodde att datorn, som vid den tiden betraktades enbart som ett verktyg för automatisering, skulle bli ett väsentligt verktyg för framtidens kunskapsarbetare att lösa sådana problem. Han var en besjälad, vältalig förespråkare för utveckling och användning av datorer och datornät för att hjälpa till att klara världens alltmer brådskande och komplexa problem.
Engelbart bäddade in en uppsättning av organisationsprinciper i sitt laboratorium, som han kallade "bootstrapping" (att ta sig själv in i eller ur en situation genom att använda existerande resurser). Hans tro var att när mänskliga system och verktygssystemen var samverkande, så att när arbetare ägnade tid åt att "förbättra verktygen för att förbättra sina verktyg" skulle det leda till en växande framstegstakt.

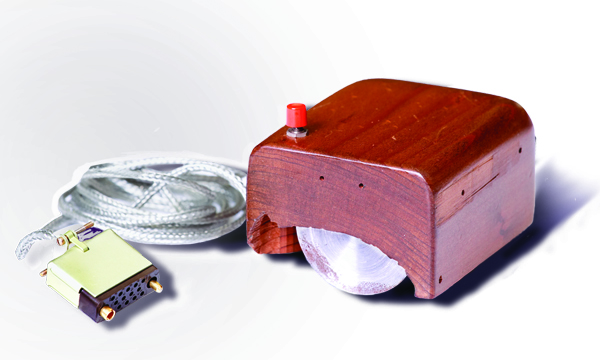
Den första prototypen av en datormus, designad 1963 av Bill English på SRI International utifrån Engelbarts skisser.

### 1960-talet
Engelbart demonstrerade datormusen offentligt första gången på "Fall Joint Computer Conference" i San Francisco den 9 december 1968. Han var då den första som visade upp ett system med datormus, tangentbord och bildskärm.
Samtidigt visade han också upp de första exemplen på användning av hypertext, grafiskt användargränssnitt med fönster, telekonferenssystem över nätverk samt hypermedia. Han uppfann eller bidrog till samtliga dessa framsteg.
1969 blev en dator vid Augmentation Research Center Lab vid SRI i Menlo Park, Kalifornien, grundat 1963 av Englebart, den andra värddatorn i ARPAnet, genom att ta emot den första överföringen från värddatorn vid UCLA.

### Senare år
1988 lanserade Engelbart och hans dotter Christina "The Bootstrap Institute" – senare under namnet "The Doug Engelbart Institute" – för att främja sin vision, särskilt vid Stanforduniversitetet; denna insats resulterade i viss finansiering från Defense Advanced Research Projects Agency (DARPA) för att modernisera användargränssnittet hos det datorsystem NLS (oN-Line System) som Engelbart utvecklat och som senare fått benämningen Augment.
I december 2000 belönades Engelbart av USA:s president Bill Clinton med National Medal of Technology, USA:s högsta tekniska utmärkelse. I december 2008 hyllades Engelbart av Stanfordinstitutet (SRI) vid fyrtioårsjubileet av den demonstrationsanläggning som skapades vid SRI 1968 under namnet "Mother of All Demos".
År 2014 valdes han postumt – som pionjär – in i Internet Hall of Fame.

## Erkännande
Engelbart tilldelades Turingpriset 1997. Engelbarts patent gick ut 1987, men då hade datormusen utvecklats på ett annat sätt som inte inkräktade på hans patent – vilket gjorde det närmast omöjligt att tjäna pengar på ett förnyat patent. Engelbart blev aldrig rik på sin skapelse.